# Vùng Norte, Bồ Đào Nha
Norte (tiếng Bồ Đào Nha: Região Norte, IPA: [ʁɨʒiɐw nɔɾt (ɨ)], "Vùng phía Bắc") là một khu vực ở phía bắc Bồ Đào Nha. Đó là một vùng đất của thảm thực vật dày đặc và sự giàu có về lịch sử và văn hoá sâu sắc. Thủ phủ của nó là thành phố Porto. Theo điều tra dân số năm 2011, khu vực này có 3.689.173 người, và diện tích của nó là 21.278 km² (mật độ 173 người / km2). Đây là một trong năm vùng của Bồ Đào Nha đại lục (phân khu NUTS II). Bờ Tây Bắc Bồ Đào Nha là một vùng đa dạng về văn hoá, vì vậy sự cạnh tranh lịch sử giữa các thành phố và thị trấn lân cận rất phổ biến, không giống như những vùng Bồ Đào Nha khác, nơi mọi thành phố và thị trấn đều rất giống nhau.

## Địa lý
Xa lộ dài nhất đất nước (A1, từ Lisbon đến Porto) chạy đến Braga (A3), ở trung tâm Costa Verde. Dọc theo đường bờ biển từ Vila do Conde tới Valença, có các bãi biển, khu nghỉ dưỡng ven biển và các làng đẹp như tranh như là Caminha và Vila Nova de Cerveira. Cũng có các công viên phong cảnh tự nhiên và những dãy núi, như là công viên Peneda-Gerês, công viên Montesinho, công viên tự nhiên Alvão Natural Park và bốn di sản thế giới: vùng rượu vang Alto Douro, vùng tiền lịch sử Rock-Art ở thung lũng Côa, trung tâm lịch sử Porto và trung tâm lịch sử Guimarães. Xuyên suốt vùng có những dòng sông, thác, vườn nho, mảnh đất màu mỡ kết hợp với những di tích tổ tiên ở những trung tâm thành thị.

### Tiểu vùng
- Alto Trás-os-Montes
- Ave
- Cávado
- Douro
- Entre Douro e Vouga
- Grande Porto
- Minho-Lima
- Tâmega